# Fabiana Cristine da Silva
Fabiana Cristine da Silva (* 3. September 1978 in Recife) ist eine ehemalige brasilianische Leichtathletin, die sich auf den Langstreckenlauf spezialisiert hat. Ihren größten Erfolg feierte sie mit dem Südamerikameistertitel über 5000 Meter 2011 in Buenos Aires.

## Sportliche Laufbahn
Erste internationale Erfahrungen sammelte Fabiana Cristine da Silva vermutlich im Jahr 1992, als sie bei den Jugendsüdamerikameisterschaften in Santiago de Chile in 4:55,90 min den fünften Platz im 1500-Meter-Lauf belegte und über 3000 Meter in 9:56,88 min die Silbermedaille gewann. Anschließend gewann sie bei den Juniorensüdamerikameisterschaften in Lima in 10:17,9 min die Bronzemedaille über 3000 Meter sowie in 38:09,3 min auch im 10.000-Meter-Lauf. Im Jahr darauf gewann sie bei den Crosslauf-Südamerikameisterschaften 1993 in Cali in 14:48 min die Silbermedaille im Juniorinnenrennen und sicherte sich auch in der Teamwertung die Silbermedaille. Anschließend wurde sie bei den Crosslauf-Weltmeisterschaften in Amorebieta-Etxano nach 16:16 min 85. im U20-Rennen. Bei den Crosslauf-Südamerikameisterschaften 1994 in Manaus siegte sie in 14:03 min im U20-Rennen und sicherte sich in der Teamwertung erneut die Silbermedaille. Anschließend wurde sie bei den Crosslauf-WM in Budapest in 16:15 min 93. im U20-Rennen. Bei den Jugendsüdamerikameisterschaften in Cochabamba siegte sie in 2:14,30 min im 800-Meter-Lauf und gewann über 1500 und 3000 Meter in 4:53,49 min und 10:46,4 min jeweils die Bronzemedaille. Daraufhin gewann sie bei den Juniorensüdamerikameisterschaften in Santa Fe in 9:44,90 min die Silbermedaille im 3000-Meter-Lauf und belegte in 37:01,50 min den vierten Platz über 10.000 Meter. 1995 gewann sie bei den Crosslauf-Südamerikameisterschaften in Cali in 14:00 min die Bronzemedaille im U20-Rennen und sicherte sich in der Teamwertung die Goldmedaille, ehe sie bei den Crosslauf-WM in Durham nach 15:54 min auf den 65. Platz im U20-Rennen gelangte. Zudem gewann sie bei den Juniorensüdamerikameisterschaften in Santiago de Chile in 4:39,4 min und 10:14,99 min jeweils die Bronzemedaille über 1500 und 3000 Meter. Im Jahr darauf gewann sie bei den Crosslauf-Südamerikameisterschaften in Asunción in 14:33 min die Silbermedaille im U20-Rennen und gewann erneut die Goldmedaille in der Teamwertung, ehe sie bei den Crosslauf-WM in Stellenbosch nach 14:57 min auf dem 46. Platz einlief. Daraufhin siegte sie bei den Juniorensüdamerikameisterschaften in Bucaramanga in 4:28,6 min und 10:11,9 min über 1500 und 3000 Meter und schied dann bei den Juniorenweltmeisterschaften in Sydney mit 17:52,10 min in der Vorrunde im 5000-Meter-Lauf aus. 1997 siegte sie bei den Crosslauf-Südamerikameisterschaften in Comodoro Rivadavia in 14:26 min im U20-Rennen sowie in der Teamwertung und anschließend wurde sie bei den Crosslauf-WM in Turin nach 16:05 min 25. im U20-Rennen. Im Juli siegte sie dann in 4:16,07 min und 9:42,05 min über 1500 und 3000 Meter bei den Panamerikanischen Juniorenmeisterschaften in Havanna.
Bei den Crosslauf-Südamerikameisterschaften 1998 in Artur Nogueira wurde sie nach 30:02 min Vierte im Einzelbewerb und gewann in der Teamwertung die Goldmedaille. Im Jahr darauf gewann sie bei den Südamerikameisterschaften in Bogotá in 4:37,68 min die Silbermedaille über 1500 Meter hinter der Kolumbianerin Bertha Sánchez und belegte über 5000 Meter in 17:34,15 min den fünften Platz. Bei den Crosslauf-Südamerikameisterschaften 2000 in Cartagena siegte sie in 13:13 min im Kurzrennen sowie in der Teamwertung und gelangte anschließend bei den Crosslauf-Weltmeisterschaften in Vilamoura mit 13:49 min auf den 52. Platz über die Kurzdistanz. 2004 belegte sie bei den Ibero-Amerikanischen Meisterschaften in Huelva in 9:27,54 min den fünften Platz über 3000 Meter und 2006 gelangte sie bei den Südamerikameisterschaften in Tunja mit 17:44,97 min auf Rang vier über 5000 Meter. 2008 gewann sie bei den Ibero-Amerikanischen Meisterschaften in Iquique in 16:05,45 min die Silbermedaille über 5000 Meter hinter der Spanierin Sonia Bejarano und im Jahr darauf gewann sie bei den Spielen der Lusofonie in Lissabon in 16:21,79 min die Bronzemedaille hinter den Portugiesinnen Sara Moreira und Leonor Carneiro. Bei den Halbmarathon-Weltmeisterschaften 2010 in Nanning wurde sie nach 1:15:10 h 30. im Einzelrennen und im Jahr darauf siegte sie in 15:39,67 min über 5000 Meter bei den Südamerikameisterschaften in Buenos Aires und stellte damit einen neuen Meisterschaftsrekord auf. Anschließend belegte sie bei den Panamerikanischen Spielen in Guadalajara in 4:28,33 min den vierten Platz über 1500 Meter. 2012 gewann sie bei den Ibero-Amerikanischen Meisterschaften in Barquisimeto in 16:12,20 min die Silbermedaille über 5000 Meter hinter der Mexikanerin Sandra López und 2014 gelangte sie bei den Ibero-Amerikanischen Meisterschaften in São Paulo mit 4:22,05 min auf den sechsten Platz über 1500 Meter. 2018 beendete sie dann ihre aktive sportliche Karriere im Alter von 40 Jahren.
In den Jahren 1997 und von 2000 bis 2002 wurde da Silva brasilianische Meisterin im 1500-Meter-Lauf sowie 1997 und 1999, von 2000 bis 2002 sowie von 2004 bis 2006 über 5000 Meter. 2008 wurde sie Landesmeisterin im 10.000-Meter-Lauf.

## Persönliche Bestleistungen
- 800 Meter: 2:04,24 min, 21. Juni 2000 in Braga
- 1500 Meter: 4:12,67 min, 17. Juni 2000 in Lissabon
- 3000 Meter: 9:10,97 min, 30. August 2006 in Rovereto
- 5000 Meter: 15:39,67 min, 2. Juni 2011 in Buenos Aires
- 10.000 Meter: 33:40,0 min, 30. April 2010 in Piracicaba
- Halbmarathon: 1:15:10 h, 16. Oktober 2010 in Nanning